# Смирнов Сергій Іванович
Сергі́й Іва́нович Смирно́в (нар.4 липня 1907 — пом.[[]] 1992) — доктор ветеринарних наук, професор, завідувач кафедри внутрішніх незаразних хвороб Харківського ветеринарного (1949—1960), Харківського зооветеринарного (1960—1985) інститутів.

## Біографія
Сергій Іванович народився 4 липня 1907 року в місті Єкатеринодарі (сучасний Краснодар) у сім'ї ремісника-кравця.
У 1917 році закінчив Сюгінську початкову школу В'ятського повіту.
З 1919—1924 роки навчався у школі ІІ ступеня у місті Можга Удмурської АРСР.
Протягом 1924—1928 років навчався в Казанському ветеринарному інституті.
З 1928 року працював ветеринарним лікарем, завідувачем ветеринарної амбулаторії в селі Андріївка Бузулукського округу Середньо-Волзької області.
У 1929 році був завідувачем ветеринарної дільниці в с. Тишла Троїцького району (Оренбурзький округ).
Протягом 1929—1932 років аспірант при кафедрі спеціальної патології і терапії Казанського ветеринарного інституту у професора М. П. Рухлядєва, одного із фундаторів ветеринарної гематології.
Протягом 1932—1949 років працював завідувачем кафедри патології і терапії з терапевтичною клінікою у Троїцькому ветеринарному інституті.
У 1934 році захистив кандидатську дисертацію на тему «Кількісний та морфологічний склад формених елементів крові здорових свиней», присуджено науковий ступінь кандидата ветеринарних наук; присвоєно вчене звання доцента.
У 1943 році захистив докторську дисертацію на тему «Прижиттєва пункція кісткового мозку у свиней у нормі та при чумі» та отримав науковий ступінь доктора ветеринарних наук, присвоєно вчене звання професора.
З 1949 року подальша науково-педагогічна і громадська діяльність професора пов'язана з Харківським ветеринарним інститутом, куди за конкурсом його було обрано завідувачем кафедри внутрішніх незаразних хвороб.
Протягом 1949—1985 років був завідувачем кафедри патології і терапії внутрішніх незаразних хвороб Харківського ветеринарного інституту, а з 1960 року Харківського зооветеринарного інституту.
З 1953—1961 роки був депутатом Дзержинської районної ради м. Харків.
З 1960—1985 роки співавтор шести видань підручників по внутрішнім незаразним хворобам сільськогосподарських тварин.
Протягом 1964—1974 років був головою спілки Знання при Харківському зооветеринарному інституті.
З 1965 по 1978 роки був членом редколегії журналу «Ветеринарія».
Протягом 1985—1986 років був професором кафедри внутрівніх хвороб Харківського зооветеринарного інституту.
У 1986 році вийшов на заслужений відпочинок.
У 1992 році пішов із життя і похований на кладовищі біля студ містечка Харківської державної зооветеринарної академії.

## Напрямки наукової діяльності
За час своєї роботи професор Сергій Іванович зробив істотний внесок в розвиток клінічної ветеринарії, в обґрунтування основних принципів ветеринарної терапії, зокрема профілактичну. Він виявив та описав лейкоз великої рогатої худоби, після пологову гемоглобінурію, субклінічний кетоз корів, ним розроблена класифікація методів терапії основних груп внутрішніх незаразних хвороб.
Під його керівництвом виконано цикл робіт з вивчення динаміки кістково-мізкового кровотворення у основних видів сільськогосподарських тварин при різних захворюваннях, а також серія робіт щодо вивчення етіології, патогенезу та профілактики субклінічного кетозамолочних корів.
Сергій Іванович співавтор шести видань базового підручника з внутрішніх незаразних хвороб сільськогосподарських тварин для студентів ветеринарних закладів вищої освіти, ряду монографій, довідників, рекомендацій. Багато наукових публікацій видано українською, а деякі естонською мовою та анотовані у закорданних виданнях. Його творчий доробок складає 129 наукових праць.
Основними напрямками наукової діяльності Сергія Івановича та його учнів були:
- вивчення патогенезу анемії та методи лікування хворих з використанням прижиттєвої пункції кісткового мозку;
- вивчення найважливіших порушень обміну речовин у великої рогатої худоби, їх діагностика, лікування та профілактика;
- вивчення етіології, патогенезу, методів лікування та профілактики найважливіших хвороб молодняку.

## Відзнаки та нагороди
- знак «Відмінник соціалістичного сільського гспродарства» (1944);
- медаль «За доблесну працю у Великій Вітчизняній війні 1941-1945 рр.» (1946);
- орден «Трудового Червоного Прапора»;
- ювілейні медалі;
- почесні грамоти Міністерства сільського господарства СРСР, Правління спілки Знання СРСР;
- подяки адміністрації Харківського зооветеринарного інституту.